# Pelodytidae
Famille
Les Pelodytidae sont une famille d'amphibiens qui ne regroupe qu'un seul genre et deux genres fossiles. Elle a été créée par Charles-Lucien Bonaparte (1803-1857) en 1850.

## Répartition
Ces espèces sont localisées dans l'ouest de l'Europe et le Caucase.

## Liste des genres
Selon Amphibian Species of the World (19 novembre 2016) :
- genre Pelodytes Bonaparte, 1838

et les deux genres fossiles :
- †Propelodytes Weitzel, 1938
- †Miopelodytes Taylor, 1941

## Publication originale
- Bonaparte, 1850 : Conspectus systematum Herpetologiae et amphibiologiae Editio altera reformata.